# Las Victorias
Le parc national Las Victorias, dont les espaces forestiers couvrent 82 hectares, est l'un des plus fréquentés des parcs nationaux du Guatemala.
Le parc de Las Victorias a été fondé en 1980, à deux pas du centre-ville de Cobán, l'actuelle capitale du département d'Alta Verapaz. Géré par l'Institut national forestier du Guatemala (INAB), il est installé sur la ferme où l'agronome et écrivain français Jules Rossignon a produit le café au XIXe siècle. L'accès au parc se fait depuis Cobán, en passant par Chisec. Le site permet d'observer une faune et une flore endémiques de la région.